# Џона Лому
Џона Лому (енгл. Jonah Lomu; 12. мај 1975 — 18. новембар 2015) био је новозеландски рагбиста Сматра се за једног од најбољих рагбиста свих времена. Захваљујући њему рагби се популаризовао на свим континентима, па се он сматра за највећу мега звезду рагбија (пандан Џордану у кошарци, или Марадони у фудбалу).

## Биографија
Висок 196 цм, тежак 120 кг, трчао је на 100 метара 10,7 секунди. У каријери је играо за Норт Харбор, Велингтон, Каунтис Манакау, Марсеј, Кардиф блузсе, Вануиомата РФК, Харикејнсе и Чифсе. За ол блексе одиграо је 63 тест мечева и постигао 37 есеја. Лому је светску славу стекао на светском првенству 1995. када је постигао 7 есеја у 5 мечева. После дуге и тешке болести бубрега, преминуо је у Окленду у четрдесетој години живота.